# 1996 HR16
1996 HR16 är en asteroid i huvudbältet som upptäcktes den 18 april 1996 av den belgiske astronomen Eric W. Elst vid La Silla-observatoriet.
Den tillhör asteroidgruppen Eunomia.